# Луговська сільська рада (Тальменський район)
Луговська́ сільська рада (рос. Луговской сельский совет) — сільське поселення у складі Тальменського району Алтайського краю Росії.
Адміністративний центр — село Лугове.

## Історія
2011 року ліквідована Забродинська сільська рада (село Забродино), територія увійшла до складу Луговської сільради.

## Населення
Населення — 1939 осіб (2019; 2003 в 2010, 2104 у 2002).

## Склад
До складу сільської ради входять:
| Населений пункт | Населення, осіб (2002) | Населення, осіб (2010) |
| --------------- | ---------------------- | ---------------------- |
| Виползово, село | 561                    | 459                    |
| Забродино, село | 344                    | 345                    |
| Лугове, село    | 1199                   | 1199                   |